# فراس سعود المالك الصباح
فراس سعود عبد الله المالك الصباح ، سياسي كويتي، شغل منصب وزير الشؤون الاجتماعية وشؤون الأسرة والطفولة منذ 19 يونيو 2023 في حكومة الشيخ أحمد النواف واستمر في حكومة الشيخ محمد صباح السالم الصباح في 17 يناير 2024 وحتى الآن. 

## عن حياته
هو فراس بن سعود بن عبد الله بن علي بن مالك بن حمود بن محمد بن سلمان بن صباح الأول بن جابر الصباح من أسرة آل الصباح .
بدأ حياته المهنية مدير إدارة متابعة شؤون مجلس الوزراء واللجان الوزارية ، ثم وكيلًا مساعدًا في وزارة الدولة لشؤون مجلس الأمة ، ثم وكيل مساعد لقطاع الأعمال البرلمانية ، ثم وكيل مساعد في وزارة الدولة لشؤون مجلس الأمة ، الى ان شغل منصب وكيل وزارة الدولة لشؤون مجلس الأمة منذ عام 2017 ، وأعيد تكليفه بهذا المنصب في أغسطس 2021.
له من الأولاد: سعود ومنيرة وحنان.